# Кременчуцьке професійно-технічне училище № 22
Кременчу́цьке профе́сійно-техні́чне учи́лище № 22 — навчальний заклад у Кременчуці.

## Історія
Історія навчального закладу почалася 23 жовтня 1946 року зі створення в Кременчуці на базі будівельної організації, що будувала мостовий завод, школи фабрично-заводського навчання (ФЗН-7). 1 вересня 1947 року ФЗН-7 було реорганізовано в залізничне училище № 2 (ЖУ-2) на базі Кременчуцького мостового заводу. У серпні 1957 року в зв'язку з реорганізацією мостового заводу в комбайновий, залізничне училище реорганізовується в технічне училище № 4 (ТУ-4). У березні 1963 року Технічне училище № 4 реорганізовано в Кременчуцьке міське профтехучилище № 7. З 14 серпня 1972 року Кременчуцьке міське профтехучилище № 7 реорганізовано в Технічне училище № 4. З 15 серпня 1984 року ТУ-4 реорганізовано в Кременчуцьке професійно-технічне училище № 22. ПТУ-22 веде підготовку кваліфікованих робітників для базового підприємства ХК «АвтоКрАЗ» а також для інших підприємств.

## Освітня діяльність
Обсяги набору (державне замовлення)
| № | Професії                                            | Рік | К-сть місць |
| 1 | Верстатник широкого профілю                         | 1   | 25          |
| 2 | Водій автотранспортних засобів                      | 1   | 25          |
| 3 | Електрогазозварник                                  | 1   | 25          |
| 4 | Конторський службовець (бухгалтерія)                | 1   | 25          |
| 5 | Монтажник санітарно-технічних систем і устаткування | 3   | 25          |
| 6 | Слюсар з ремонту автомобілів                        | 3   | 25          |
| 7 | Слюсар механоскладальних робіт                      | 3   | 25          |
| 8 | Слюсар-інструментальник                             | 1   | 25          |
| 9 | Слюсар-ремонтник                                    | 3   | 25          |